# Anthony Burgess
Anthony Burgess, właśc. John Anthony Burgess Wilson (ur. 25 lutego 1917 w Manchesterze, zm. 22 listopada 1993 w Londynie) – angielski pisarz, kompozytor i filolog.

## Życiorys
Miał trudne dzieciństwo – matka i siostra zmarły na grypę hiszpankę. W Manchesterze ukończył studia anglistyczne, po czym odbył 5 lat służby wojskowej (do 1946).
Pracował jako nauczyciel angielskiego, był pracownikiem Ministerstwa Oświaty, wykładowcą literatury angielskiej na uniwersytecie w Birmingham, przez krótszy czas również w Leningradzie, Tangerze, Marrakeszu, na Teneryfie, również kilkakrotnie jako profesor przebywał w Stanach Zjednoczonych.
Niezbyt szczęśliwe małżeństwo z Walijką Llewelą (Lynne) Jones znalazło swoje odbicie w Trylogii malajskiej (1956–1959 Czas na Tygrysa, Wróg w pościeli, Łoża na Wschodzie).
W 1961 po powrocie z Malezji Burgess zaczął cierpieć na zaburzenia psychiczne, okazało się, że ma nowotwór mózgu i nie dawano mu wielu szans na przeżycie. Przeżył, jednak w 1968 zmarła jego żona Llewela, wkrótce potem pisarz na stałe opuścił Anglię.
Również w 1968 Burgess ożenił się po raz drugi z włoską hrabianką Lilianą Macellari; to małżeństwo pozwoliło Burgessowi rozwinąć skrzydła i żyć pełnią życia.
Zasiadał w jury konkursu głównego na 28. MFF w Cannes (1975).
Zmarł na raka płuc.
Był wyznania katolickiego.

## Dzieła

### Beletrystyka
- Time for a Tiger (1956) (Czas na Tygrysa)
- The Enemy in the Blanket (1958) (Wróg w pościeli)
- Beds in the East (1959) (Łoża na Wschodzie)
- The Right to an Answer (1960) (Prawo do odpowiedzi)
- The Doctor is Sick, (1960) (Doktorze lecz się sam) (polskie tłumaczenie Zbigniew Batko)
- The Worm and the Ring, (1961) (Smok i pierścień)
- Devil of a State (1961) (Diabeł nie państewko)
- One Hand Clapping (1961) (Klaskać jedną ręką)
- A Clockwork Orange (1962) (Mechaniczna pomarańcza, inny tytuł polski Nakręcana pomarańcza) (przekład Robert Stiller)
- The Wanting Seed (1962) (Rozpustne nasienie) (tłumaczenie polskie: Robert Stiller)
- Honey for the Bears (1963)
- Inside Mr. Enderby (1963)
- The Eve of St. Venus (1964)
- Nothing like the Sun (1964)
- A Vision of Battlements (1965) (Zębate mury)
- Tremor of Intent (1966)
- Enderby Outside (1968)
- MF (1971)
- Napoleon Symphony (1974) (Symfonia napoleońska)
- The Clockwork Testament (1974)
- Beard’s Roman Women (1976) (Babiarz Beard w Rzymie)
- Abba Abba (1977)
- 1985 (1978) (tłumaczenie polskie: Zbigniew Batko i Robert Stiller)
- Man of Nazareth (1979) (Człowiek z Nazaretu) (przekład: Robert Stiller)
- Earthly Powers (1980)
- The End of the World News (1982)
- Enderby's Dark Lady (1984)
- The Kingdom of the Wicked (1985)
- The Pianoplayers (1986) (Klezmerzy)
- Any Old Iron (1988)
- The Devil’s Mode (1989) (short stories)
- A Dead Man in Deptford (1993)

### Literatura faktu
- Language Made Plain (1964)
- Here Comes Everybody: An Introduction to James Joyce for the Common Reader (1965) również wydane jako Re Joyce
- The Novel Now (1967)
- Urgent Copy (1968)
- Joysprick: An Introduction to the Language of James Joyce (1973)
- This Man and Music (1982) (Tutaj podpisany i muzyka)
- 99 Novels: The Best in English since 1939 (1984)
- Homage to QWERT YUIOP (1986)
- Little Wilson and Big God (Autobiography, Part 1) (1986)
- You've Had Your Time (Autobiography, Part 2) (1990)
- A Mouthful of Air (1992)
- One Man’s Chorus (1998)